# Tekumseh (kniha)

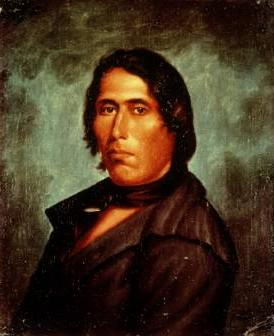
Tekumseh

Tekumseh (1930–1939, Tecumseh) je osmidílný románový cyklus německého spisovatele Fritze Steubena o životě náčelníka indiánského kmene Šavanů Tekumseha, a to od jeho dětství až do jeho smrti.

## Vznik a díly cyklu
Románový cyklus vznikal na základě velmi přesných historických zdrojů a osudů skutečných historických postav. Autorova hluboká znalost národopisných materiálů mu umožnila podat věrné a zajímavé vylíčení běžného života v indiánských vesnicích i na válečných výpravách nebo v hraničářských osadách a vojenských pevnůstkách.   
Zhruba od roku 1933 však Steuben začal psát své knihy pod vlivem německého nacionálního socialismu. Proto také náčelníka Tekumseha vylíčil jako téměř nadlidského vůdce a zároveň zdůrazňoval nadřazenost bílých osadníků. Z těchto důvodů byl román po 2. světové válce „ideologicky očištěn“ a vydáván v této upravené podobě.
Jednotlivé díly cyklu jsou:
- 1. Der fliegende Pfeil (1930, Letící šíp),
- 2. Der rote Sturm (1931, Rudá bouře),
- 3. Tecumseh, der Berglöwe (1932, Horský lev),
- 4. Der strahlende Stern (1934, Zářící hvězda),
- 5. Schneller Fuß und Pfeilmädchen (1935), vyprávění z doby, kdy bylo Tekumsehovi dvanáct let (česky nevyšlo),
- 6. Der Sohn des Manitu (1938, Manitouův syn),
- 7. Ruf der Wälder (1939, Volání lesů), původně jako první část knihy Tekumsehova smrt.
- 8. Tecumsehs Tod (1939, Tekumsehova smrt).

## Obsah románu

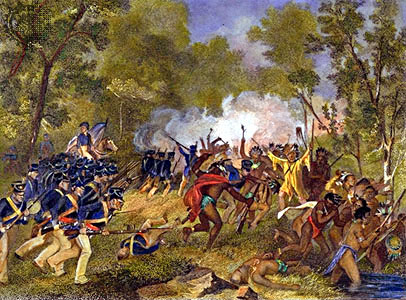
Bitva u Tippecanoe

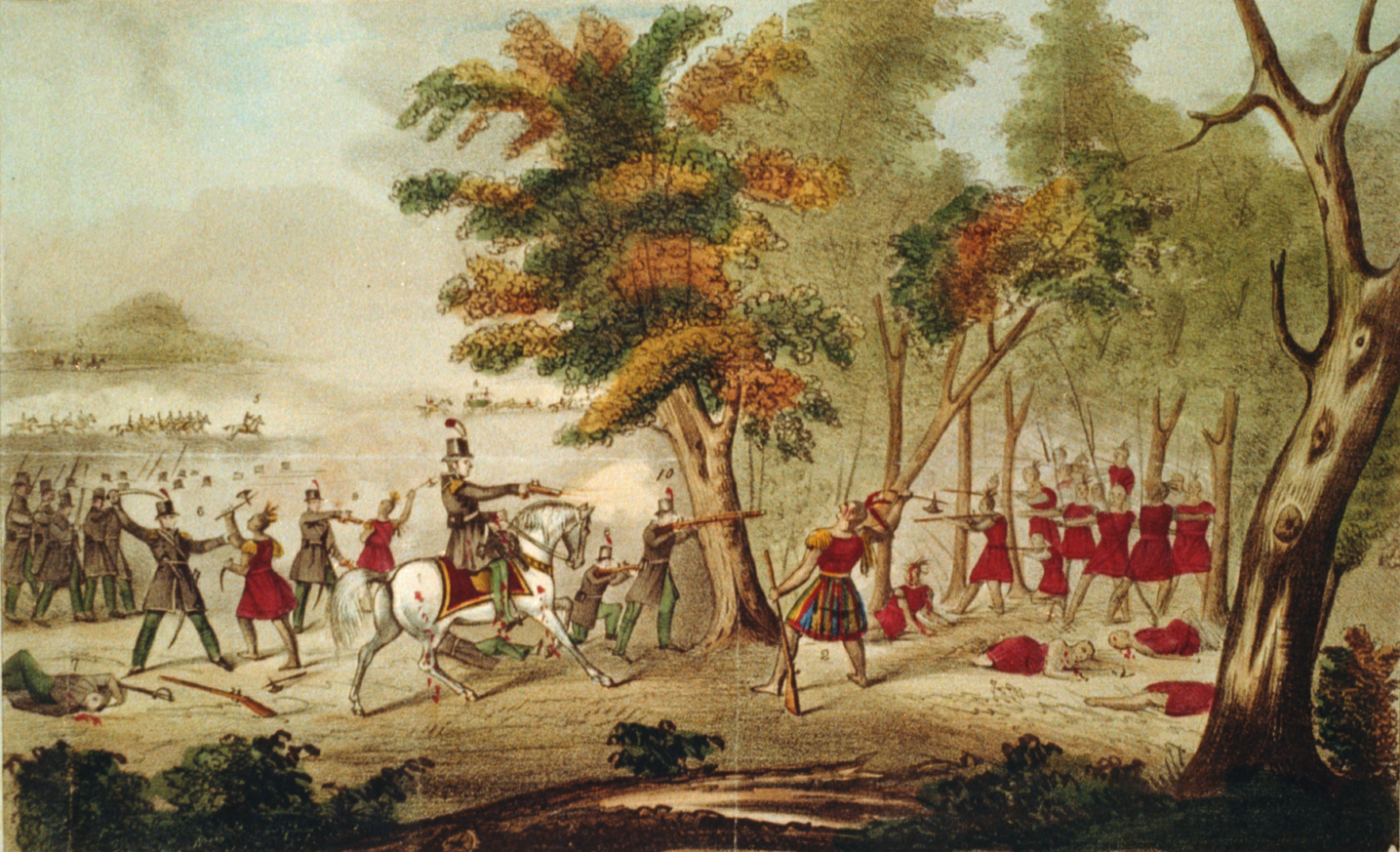
Bitva na kanadské Temži

Náčelník indiánského kmene Šavanů Tekumseh (1768–1813) je jednou z největších postav indiánských dějin. Byl to člověk vynikající neobyčejnou osobní statečností, prozíravostí, rozvahou, řečnickým uměním, ale též lidskostí, která mu získávala úctu i u jeho nepřátel. Jeho snahou bylo sjednotit všechny indiánské kmeny od Velikých jezer až po Mexický záliv a bránit se bojem i diplomatickým jednáním proti postupujícím bílým osadníkům.
Podařilo se mu vytvořit unii indiánských kmenů a s ní se postavil na odpor bílým osadníkům pronikajícím na západ do Kentucky pod vedením pionýra Daniela Boona zvaného Kožená punčocha. Na čas se mu podařilo díky vítězné sérii menších bitev jejich expanzi zastavit. Pak však americká armáda vedená guvernérem a budoucím prezidentem Spojených států amerických Williamem Henrym Harrisonem napadla v jeho nepřítomnosti jeho hlavní síly u Tippecanoe a jeho bratr „prorok“ Tenskwatawa dokázal během několika hodin zničit dílo, které Tecumseh budoval desetiletí, když nechal své muže vykrvácet při opakovaných frontálních útocích na nepřítele. 
Tekumseh byl poté nucen odejít do Kanady, kde nalezl v boji proti Američanům spojence v britském generálovi Isaacovi Brockovi. Za vojenské úspěchy v anglo-americké válce mu Britové propůjčili hodnost generála britské armády a Brock mu slíbil podporu při vytváření samostatného indiánského státu. 
Veškeré tyto naděje však vzaly za své po prohrané bitvě na kanadské Temži, ve které Tekumseh dne 5. října roku 1813 padl. Po jeho smrti se zbytky jeho indiánské koalice rozpadly.  

## Česká vydání
- Rudí hrdinové I. – Letící šíp, Jos. R. Vilímek, Praha 1937, přeložil Ferdinand Romportl.
- Rudí hrdinové II. – Rudá bouře, Jos. R. Vilímek, Praha 1938, přeložil Ferdinand Romportl.
- Rudí hrdinové III. – Tecumseh a Kožená punčocha, Jos. R. Vilímek, Praha 1938, přeložil Josef Hrůša.
- Rudí hrdinové IV. – Zářící hvězda, Jos. R. Vilímek, Praha 1938, přeložil Eugen Kellner.
- Rudí hrdinové V. – Syn Manituův, Jos. R. Vilímek, Praha 1941, přeložil František Heller.
- Rudí hrdinové VI. – Tecumsehova smrt, Jos. R. Vilímek, Praha 1941, přeložil Josef Hrůša.
- Tekmuseh 1. Albatros, Praha 1971, přeložil Antonín Tejnor, obsahuje Letící šíp a Rudá bouře, znovu 1985.
- Tekmuseh 2. Albatros, Praha 1973, přeložil Antonín Tejnor, obsahuje Horský lev a Zářící hvězda, znovu 1985.
- Tekmuseh 3. Albatros, Praha 1976, přeložil Antonín Tejnor, obsahuje Manitouův syn a první část Volání lesů, znovu 1986.
- Tekmuseh 4. Albatros, Praha 1979, přeložil Antonín Tejnor, obsahuje dokončení Volání lesů a Tekumsehova smrt, znovu 1987.